# Черна вода (град)
Вижте пояснителната страница за други значения на Черна вода.
Черна вода (на румънски: Cernavodă, Чернаводъ) е град в Румъния, окръг Кюстенджа (Констанца), Северна Добруджа.

## История
Градът е основан през ІV век пр.н.е. като гръцко селище и е наречен Аксиопол.
От Черна вода до Кюстенджа е построена първата железопътна линия в Османската империя през 1850-те и 1860-те. Вестта за създаването на Българската екзархия в 1870 година е посрещната от българите в Черна вода тържествено и те заявяват, че „усетили нужда... та се съединихме сички под име Народна българска община в Черна вода“.
По време на Балканската война един човек от Черна вода се включва като доброволец в Македоно-одринското опълчение. На 25 октомври 1916 година, командваната от генерал Иван Колев Първа конна дивизия освобождава града. Съгласно Букурещкия мирен договор от март 1918 година е част от кондоминиума на Централните сили в Северна Добруджа, а съгласно  Берлинския протокол от септември е предаден на България. Със загубата на войната от България, последвалият Ньойски договор връща Северна Добруджа с Черна вода на Румъния.

## Икономика
Между 1890 г. и 1895 г., в близост до града са построени асфалтовия и жп мостове Ангел Салини (Podul lui Saligny), свързващи Фетещ и Черна вода. При влизане в експлоатация мостовете са били най-дългите в Европа и трети по дължина в света, обща дължина 4037 м от които 1662 м над река Дунав и 920 м над река Борча, приток на река Бистрица.
Градът е пристанище на река Дунав и в близост до него е началото на канала Дунав-Черно море.
В Черна вода е построена първата румънска АЕЦ – „Черна вода“.

## Личности
Родени в Черна вода
- Борис Георгиев (1870 – ?), македоно-одрински опълченец, ІV рота на ІХ Велешка дружина[4]
- Йосипос Мисиодакс (1725 – 1800), гръцки просвещенски писател